# 科普尼诺农村居民点
科普尼诺农村居民点（俄语：Копнинское сельское поселение）是俄罗斯联邦弗拉基米尔州索宾卡区所属的一个农村居民点。其下辖有17个居民点，行政中心为扎列奇诺耶。据2016年统计，该农村居民点的人口为2246人。